# ميشيل شاربونو
ميشيل شاربونو هو سياسي كندي، ولد في 23 سبتمبر 1948 في كيبك في كندا. نشط حزبياً في حزب كيبيك الليبرالي.